# Saint-Mars-la-Jaille
Saint-Mars-la-Jaille korábbi község Franciaországban, Loire-Atlantique megyében. 2018. január 1-jén öt másik községgel egyesült és Vallons-de-l’Erdre új község része lett.
Lakosainak száma 2399 fő (2018. január 1.). Saint-Mars-la-Jaille Freigné, Bonnœuvre, Maumusson és Saint-Sulpice-des-Landes községekkel határos.

## Népesség
A település népessége az elmúlt években az alábbi módon változott:
| Lakosok száma | 2417 | 2400 | 6708 | 2397 | 2399 |
|               | 2013 | 2015 | 2016 | 2017 | 2018 |